# 1925年全米選手権 (テニス)
1925年 全米選手権（1925ねんぜんべいせんしゅけん）に関する記事。

## 大会の流れ
- 1881年から1967年まで、全米選手権は各部門が個別の名称を持ち、大会会場も別々のテニスクラブで開かれた。これが他の3つのテニス4大大会と大きく異なる点である。
  - 男子シングルス　名称：全米シングルス選手権（U.S. National Singles Championship）／会場：ニューヨーク市クイーンズ区フォレストヒルズ、ウエストサイド・テニスクラブ　（1924年-1977年）
  - 女子シングルス　名称：全米女子シングルス選手権（U.S. Women's National Singles Championship）／会場：フォレストヒルズ、ウエストサイド・テニスクラブ　（1921年-1977年）
  - 男子ダブルス　名称：全米ダブルス選手権（U.S. National Doubles Championship）／会場：マサチューセッツ州ボストン市、ロングウッド・クリケット・クラブ　（1917年-1933年まで）
  - 女子ダブルス　名称：全米女子ダブルス選手権（U.S. Women's National Doubles Championship）／会場：フォレストヒルズ、ウエストサイド・テニスクラブ　（1921年-1933年まで）
  - 混合ダブルス　名称：全米混合ダブルス選手権（U.S. Mixed Doubles Championship）／会場：フォレストヒルズ、ウエストサイド・テニスクラブ　（1921年-1934年まで）

## 大会経過

### 男子シングルス
準々決勝
- ビル・ジョンストン vs.  マニュエル・アロンソ　6-3, 6-8, 6-1, 6-2
- リチャード・ウィリアムズ vs.  ハワード・キンゼイ　7-5, 6-4, 6-3
- ビル・チルデン vs.  ウォレス・ジョンソン　6-4, 6-0, 6-4
- ビンセント・リチャーズ vs.  ルネ・ラコステ　6-4, 6-4, 6-3

準決勝
- ビル・ジョンストン vs.  リチャード・ウィリアムズ　7-5, 6-3, 6-2
- ビル・チルデン vs.  ビンセント・リチャーズ　6-8, 6-4, 6-4, 6-1

### 女子シングルス
準々決勝
- キティ・マッケイン vs.  エリザベス・ライアン　3-6, 7-5, 6-2
- モーラ・マロリー vs.  ペネロペ・アンダーソン　6-2, 6-1
- ヘレン・ウィルス vs.  ジョーン・フライ　4-6, 6-0, 6-3
- エリナー・ゴス vs.  ドロテア・ダグラス・チェンバース　6-2, 11-9

準決勝
- キティ・マッケイン vs.  モーラ・マロリー　4-6, 7-5, 8-6
- ヘレン・ウィルス vs.  エリナー・ゴス　3-6, 6-0, 6-2

## 決勝戦の結果
- 男子シングルス： ビル・チルデン vs.  ビル・ジョンストン　4-6, 11-9, 6-3, 4-6, 6-3
- 女子シングルス： ヘレン・ウィルス vs.  キティ・マッケイン　3-6, 6-0, 6-2
- 男子ダブルス： リチャード・ウィリアムズ＆ ビンセント・リチャーズ vs.  ジェラルド・パターソン＆ ジョン・ホークス　6-2, 8-10, 6-4, 11-9
- 女子ダブルス： メアリー・ブラウン＆ ヘレン・ウィルス vs.  メイ・サットン・バンディ＆ エリザベス・ライアン　6-4, 6-3
- 混合ダブルス： ジョン・ホークス＆ キティ・マッケイン vs.  ビンセント・リチャーズ＆ アーミントルード・ハーベイ　6-2, 6-4